# Вадвич (герб)
Вадвич (пол. Wadwicz, Wadwic) — польский дворянский герб.

## Описание
Щит рассечён на две половины: правая — цвета красного, и левая — белого. В них с переменою цветов изображены две морские рыбы выгибом к краям щита в виде обороченной буквы С; на шлеме три страусовых пера. Такой герб был пожалован королём Владиславом одному немцу, по фамилии Вадвич, за то, что он, несмотря на грозившую ему со стороны моря опасность, отлично совершил посольство в Данию.

## История
Впервые герб упоминается в 1404 году. Старейшая печать, использующая герб Вадвич относится к 1427 году.
В 1413 году на Городельской унии этот герб принял литовский боярин Пётр Монтигердович.

## Герб используют
Адамкевичи (Adamkiewicz), Адамковичи (Adamkowicz, Adamkiewicz), Анцевичи (Ancewicz),Англицкие (Anglicki), Богуши, Вируловичи (Bohusz Wirulowicz), Борейша (Borejsza, Boreysza, Boreusza), Бородзичи (Borodzicz), Довкша (Dowksza), Довгирд (Dawgierd), Каменецкие (Kamieniecki), Климковские (Klimkowski), Лодзята (Lodziata), Лойба, Матьяшевичи (Matyaszewicz), Менжик (Mezyk), Монгялло (Mongiallo), Монгирд (Mongird), Монтыгерд (Montygierd), Монтыгердовичи (Montygierdowicz), Надаржинские (Nadarzynski), Нарушевичи (Naruszewicz, Narusevic), Роские (Roski), Рошкевичи (Roszkiewicz), Станюковичи (Stankiewicz), Ваховичи (Wachowicz), Вадвичи (Wadwicz), Вандаловичи (Wandalowicz), Вазгелло, Венславские (Weslawski), Вируловичи (Wirulowicz), Волчек (Wolczek).
В качестве составной части входит в герб Триумф рода Крейц.